# Opanken

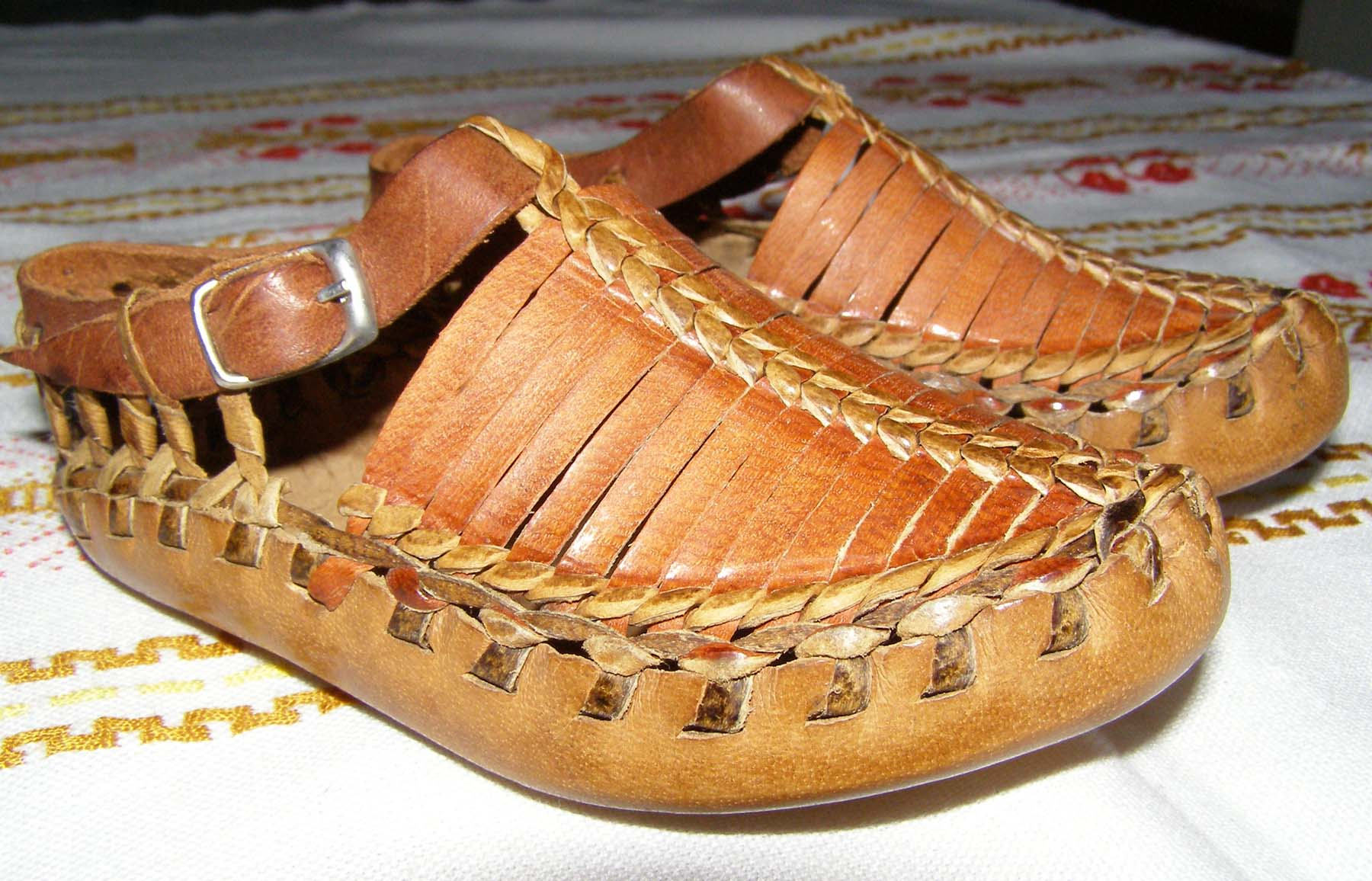
Något modernare opanken

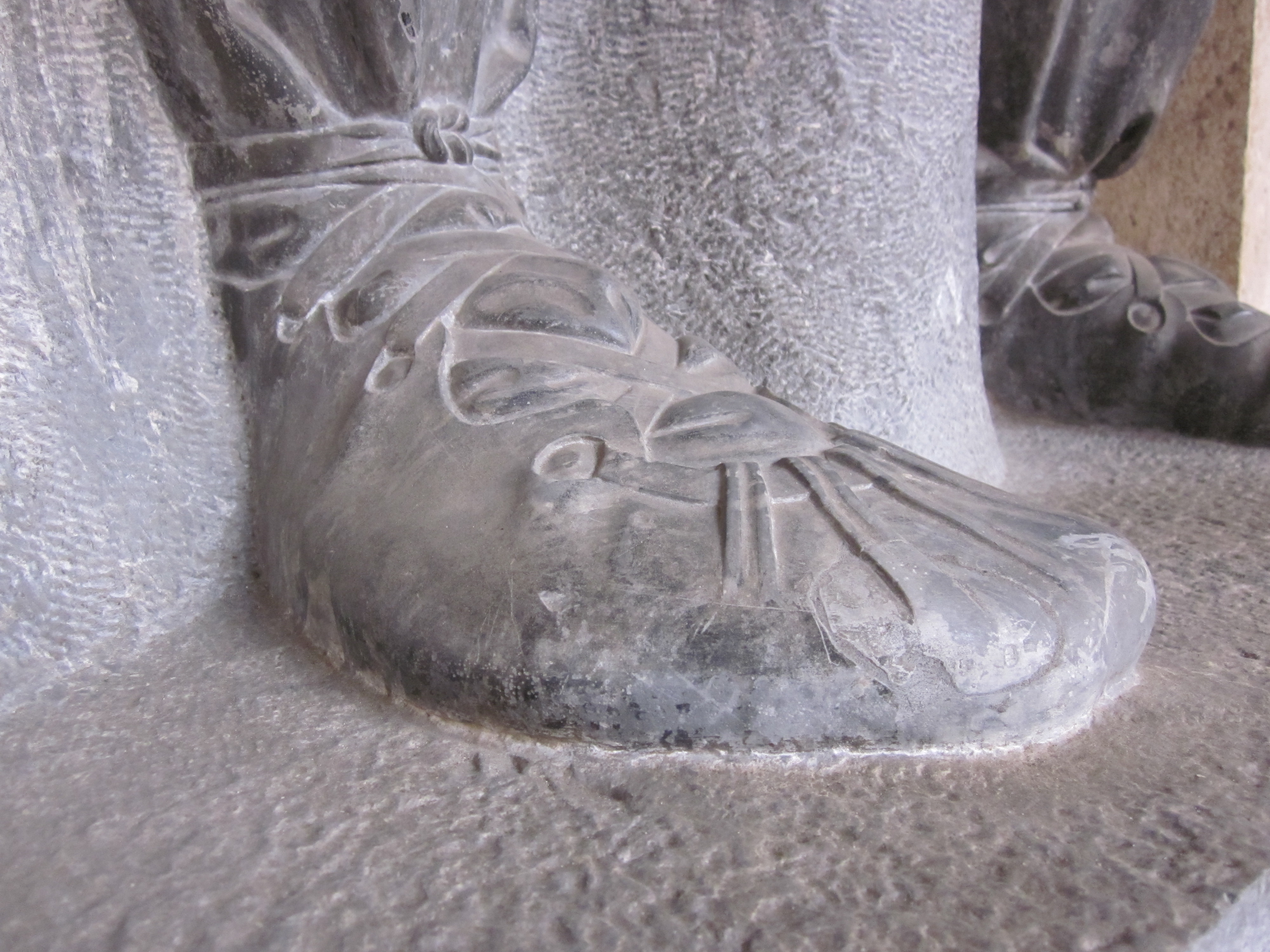
Opanken i Museum Capitolini

Opanken är traditionella skor som bars av bönder i sydöstra Europa. De tillverkas av läder, saknar skosnören, har hög hållbarhet och kan se lite olika ut framme vid tårna.